# Frédéric Vitoux
Frédéric Vitoux (19 de agosto de 1944) es un escritor, crítico literario y académico francés, nacido en Vitry-aux-Loges (Loiret). Fue elegido miembro de la Academia Francesa en diciembre de 2001, ocupando la silla número 15.

## Datos biográficos
Frédéric Vitoux es hijo de Pierre Vitoux, periodista condenado en Francia, durante la liberación de París, al término de la Segunda Guerra Mundial, al ser acusado de colaboración con el enemigo. Es nieto de Georges Vitoux, doctor en medicina y periodista científico reconocido de finales del siglo XIX.
Hizo sus estudios secundarios en la Escuela Massillon y después en el Liceo Charlemagne en París. Ingresó después al Instituto de Altos Estudios Cinematográficos y más tarde obtuvo una licenciatura en letras de la Sorbona. En 1968 concluyó el doctorado en tercer ciclo con una tesis referida a Louis-Ferdinand Céline.  Escribe en la revista especializada en cine Positif.
En septiembre de 1973 publicó su primera novela Cartes postales publicada por la editorial Gallimard.  En 1974, se inicia como crítico literario para el periódico Quotidien de Paris editado por Philippe Tesson. En 1978 se incorporó a Le Nouvel Observateur en donde escribe como crítico literario y cinematográfico. Durante los años de 1970 se desempeñó como consejero literario de la editorial Stock y después a la casa editorial Calmann-Lévy, donde trabajó hasta los años 1990.
Sainte-Maxime en el departamento de Var, lugar donde pasó parte de su infancia, ha sido con frecuencia el escenario de sus novelas (L’ami de mon père, La Nartelle, Riviera, Clarisse).
Frédéric Vitoux ha sido también adaptador y guionista para la cadena de televisión France 2.

## Reconocimientos
Entre sus novelas premiadas se encuentran: Sérénissime (1990), con el  Premio Valery-Larbaud;  Charles et Camille (1992), el Gran Premio de Novela de la Ciudad de París; La Comédie de Terracina (1994), Gran Premio de Novela de la Academia Francesa. 
Por su libro La Vie de Céline (1988) recibió la bolsa Goncourt de biografía, el premio Femina-Vacaresco y el premio de la Crítica de la Academia Francesa. También el premio literario Edouard Drumont le fue otorgado en 2010 por su novela Grand Hôtel Nelson
Frédéric Vitoux fue nombrado oficial de la Orden de las Artes y las Letras.
Fue elegido miembro de la Academia Francesa el 13 de diciembre de 2001 para ocupar la silla número 15 sucediendo a Jacques Laurent. Fue oficialmente recibido el 27 de marzo de 2013 con un discurso de Michel Déon. Le correspondió recibir a Jean-Loup Dabadie al ingreso de este último a la academia el 12 de marzo de 2008.
Es caballero de la Legión de Honor y también comendador de la Orden al Mérito de la República italiana.

## Obra
(en francés)
- 1973 : Louis-Ferdinand Céline, misère et parole (Gallimard) y Cartes postales (Gallimard)
- 1976 : Les cercles de l’orage (Grasset) y Bébert, le chat de Louis-Ferdinand Céline (Grasset)
- 1978 : Yedda jusqu’à la fin (Grasset) y Céline (Belfond)
- 1979 : Un amour de chat (Balland)
- 1981 : Mes îles Saint-Louis (Le Chêne)
- 1982 : Gioacchino Rossini (Le Seuil)
- 1983 : Fin de saison au Palazzo Pedrotti (Le Seuil)
- 1985 : La Nartelle (Le Seuil)
- 1986 : Il me semble désormais que Roger est en Italie (Actes-Sud)
- 1987 : Riviera (Le Seuil)
- 1988 : La vie de Céline (Grasset)
- 1990 : Sérénissime (Le Seuil) et L'art de vivre à Venise (Flammarion)
- 1992 : Charles et Camille (Le Seuil)
- 1993 : París vu du Louvre (A. Biro)
- 1994 : La Comédie de Terracina (Le Seuil)
- 1996 : Deux femmes (Le Seuil)
- 1998 : Esther et le diplomate (Le Seuil)
- 2000 : L’ami de mon père (Le Seuil)
- 2001 : Le Var pluriel et singulier (Équinoxe)
- 2003 : Des dahlias rouge et mauve (Le Seuil)
- 2004 : Villa Semiramis (Le Seuil)
- 2005 : Le roman de Figaro (Fayard)
- 2006 : Un film avec elle(Fayard)
- 2008 : Clarisse(Fayard)
- 2008 : Dictionnaire amoureux des chats (Fayard)
- 2009 : Céline, un homme en colère (Écriture)
- 2010 : Grand Hôtel Nelson (Fayard)
- 2011 : Bernard Frank est un chat (Léo Scheer)
- 2012 : Jours inquiets dans l’île Saint-Louis (Fayard)
- 2013 : Voir Manet (Fayard)